# Jung Yei-hyun
Jung Yei-hyun (16 giugno 1987) è un lottatore sudcoreano, specializzato nella lotta libera.

## Palmarès
- Campionati asiatici

Ulaanbaatar 2022: argento nei 125 kg